# 黑點無線鰨
黑點無線鰨為輻鰭魚綱鰈形目鰨亞目舌鰨科的其中一種，為熱帶海水魚，分布於東太平洋墨西哥至巴拿馬海域，棲息深度15-111公尺，體長可達13.6公分，棲息在底層水域，生活習性不明。

## 扩展阅读
維基物種上的相關：黑點無線鰨